# Borders & Boundaries
Borders & Boundaries é o quarto álbum de estúdio da banda americana de ska punk Less Than Jake, lançado em 24 de Outubro de 2000. É o último álbum com o trombonista Pete Anna e o saxofonista Derron Nuhfer.
A capa do CD é um mapa de Gainesville, Flórida, e em algumas cópias havia uma roda que informava a distânia entre Gainesville e oito cidades do mundo: Nova Iorque, Los Angeles, Chicago, Seattle, Tóquio, Londres, Paramus e Ljubljana.
"Look What Happened" foi regravada no álbum seguinte, Anthem.
O álbum chegou a 103ª posição na parada da Billboard.

## Faixas
1. "Magnetic North" – 2:59
2. "Kehoe"  – 3:01
3. "Suburban Myth" – 2:25
4. "Look What Happened" – 3:34
5. "Hell Looks a Lot Like L.A." – 2:13
6. "Mr. Chevy Celebrity" – 1:42
7. "Gainesville Rock City" – 3:07
8. "Malt Liquor Tastes Better When You've Got Problems" – 2:24
9. "Bad Scene and a Basement Show" – 2:38
10. "Is This Thing On?" – 3:06
11. "Pete Jackson Is Getting Married" – 1:54
12. "1989"  – 2:27
13. "Last Hour of the Last Day of Work" – 3:17
14. "Bigger Picture" – 2:41
15. "Faction" – 3:30

### Faixas bônus do relançamento britânico de 2002
1. "Help Save the Youth of America from Exploding" (ao vivo) – 3:22
2. "Rock & Roll Pizzeria" (ao vivo) – 2:17
3. "Down in Mission" (ao vivo) – 2:43
4. "Anchor - Sugar in Your Gas Tank" (ao vivo) – 2:51
5. "Just Like Frank" (ao vivo) – 2:15
6. "9th at Pine" (ao vivo) – 2:24
7. "How's My Driving, Doug Hastings?" (ao vivo) - 1:26

## Créditos
- Chris Demakes - guitarra, vocais
- Roger Manganelli - baixo, guitarra, vocais
- Vinnie Fiorello - bateria, letras
- Buddy Schaub - trombone
- Pete Anna - trombone
- Derron Nuhfer - saxophone barítono adicional